# Линделоф, Деймон
Де́ймон Ло́ренс Ли́нделоф (англ. Damon Laurence Lindelof; р. 24 апреля 1973, Тинек, Нью-Джерси, США) — американский сценарист и продюсер, более известен как соавтор и исполнительный продюсер американского телесериала «Остаться в живых». До него Линделоф был сценаристом сериалов «Раздетый» на MTV, «Расследование Джордан», «Детектив Нэш Бриджес». Он также написал сценарии к фильмам «Ковбои против пришельцев» (2011), «Прометей» (2012) и «Стартрек: Возмездие» (2013). Его следующим фильмом в производстве стал фильм «Земля будущего» (2015). Он также является соавтором телесериала «Оставленные», адаптированного из романа Тома Перротты.

## Биография, образование и работа
Деймон Лоренс Линделоф — уроженец местечка Тинек, что в штате Нью-Джерси. Закончил обучение в средней школе Тинека. Вырос в еврейской семье, его родственники по отцовской линии — шведы. Деймон посещал школу кино при Нью-Йоркском Университете, а по окончании университета переехал в Лос-Анджелес. Начало его писательской карьеры выпало на 1999 год, когда он стал полуфиналистом престижной премии Nicholl Fellowship за его картину «Perfectionists». Линделоф также автор комиксов Ultimate Wolverine vs. Hulk компании Marvel Comics, которые издаются с января 2006 года. Несмотря на запланированные шесть выпусков, работа над ними прекращена сразу после выхода второго выпуска в феврале 2006 года, в связи с тем, что Линделоф был занят работой над сериалом «Остаться в живых». Работа над сценарием Ultimate Wolverine vs. Hulk была завершена в 2008 году; комикс появился на полках магазинов в марте 2009 года. Является одним из авторов сценария к фильму «Прометей» Ридли Скотта.
Женат на Хайди Фьюджман, есть ребёнок.
Линделоф был сопродюсером фильма «Звездный путь», вышедшего на экраны в 2009 году. После окончания работы над телесериалом «Остаться в живых» в 2010 году заверил, что будет соавтором и продюсером экранизации рассказов Стивена Кинга из цикла «Темная башня» совместно с Дж. Дж. Абрамсом.

## Карьера
Линделоф является автором ограниченной серии комиксов «Современные Росомаха против Халка» для Marvel Comics, где действие происходит во вселенной Ultimate Marvel, и он начал публиковать её в январе 2006 года. Несмотря на содержание из шести комиксов, производство было приостановлено после второго комикса в феврале 2006 года из-за большой загруженностью Линделофа в другом месте; однако, последние из сценариев были предоставлены для Marvel в 2008 году и серия возобновила публикацию в марте 2009 года. Линделоф написал сюжет про Рипа Хантера для «Time Warp» No. 1 (май 2013), который был нарисован Джеффом Лемайром и опубликован издательством Vertigo.

### «Остаться в живых»
С 2004 по 2010 год Деймон Линделоф (вместе с Карлтоном Кьюзом) трудился над сценарием сериала «Остаться в живых». Линделоф и состав сценаристов выиграли премию Гильдии сценаристов США (WGA) за лучший драматический сериал на церемонии в феврале 2006 года за их работу над первым и вторым сезонами. Он снова был номинирован на эту же премию три раза на церемониях 2007, 2009 и 2010 годах за его работу над третьим, четвёртым и пятым сезонами, соответственно. Линделоф и его сосценарист Дрю Годдард были номинированы на премию WGA за лучший эпизод в драматическом сериале на церемонии в феврале 2008 года за сценарий к эпизоду «Вспышки перед глазами».

### Другие проекты
В декабре 2008 года Линделоф был гостем в «The Write Environment», серии откровенных телеинтервью один-на-один с самыми плодовитыми и известными создателями сериалов/сценаристов телевидения. Другими известными гостями были Джосс Уидон и Тим Кринг. Интервью также доступно на DVD.
Считалось, что после завершения «Остаться в живых» Линделоф и Дж. Дж. Абрамс станут сценаристами и продюсерами киноадаптации «Тёмной башни» Стивена Кинга, но Линделоф опроверг эти слухи в интервью с «USA Today» в конце 2009 года, комментируя: «Проработав шесть лет над „Остаться в живых“, последнее, что я хочу сделать, это провести ближайшие семь лет, адаптируя одну из моих любимых книг всех времён. Я огромный фанат Стивена Кинга и я боюсь всё испортить. Я сделаю всё, чтобы увидеть эти фильмы, написанные кем-нибудь другим. Я думаю, что их сделают, потому что они великолепны. Но не мной».
Он служил в качестве сопродюсера фильма 2009 года «Звёздный путь». Наряду с производством сиквела, он также написал к нему сценарий вместе с Алексом Куртцманом и Роберто Орси. Он также является одним из сценаристов киноадаптации серии комиксов «Ковбои против пришельцев», снятой Джоном Фавро.
В 2011 году он помог в разработке сериала «Однажды в сказке», который был создан бывшими сценаристами «Остаться в живых», Эдвардом Китсисом и Адамом Хоровицем, но не был официально указан в пилотном эпизоде.
Линделоф стал одним из двух сценаристов фильма Ридли Скотта «Прометей», который вышел в июне 2012 года.
В 2012 году он написал сценарий к фильму «Земля будущего» вместе с режиссёром Брэдом Бёрдом, основанный на сюжете Линделофа, Бёрда и Джеффа Дженсена.
В 2013 году он создал телесериал «Оставленные» вместе с Томом Перроттой, основанный на одноимённом романе Перротты, для канала HBO. Он также работал шоураннером и исполнительным продюсером для первых двух сезонов и продолжил работать в тех же должностях до третьего и последнего сезона.
20 сентября 2017 года был официально назначен на должность шоураннера сериала, основанного на серии комиксов «Хранители».

## Эпизоды «Остаться в живых» (сценарии)
- «Пилот» (1x01 и 1x02, с Дж. Дж. Абрамсом и Джеффри Либером)
- «C чистого листа» (1x03)
- «Мошенник» (1x08)
- «Что бы в этом кейсе ни было» (1x12 с Дженнифер М. Джонсон)
- «Возвращение домой» (1x15)
- «Deus Ex Machina» (1x19 с Карлтоном Кьюзом)
- «Исход» (1x23, 1x24 и 1x25 с Карлтоном Кьюзом)
- «Человек науки, человек веры» (2x01)
- «И найденное» (2x05 с Карлтоном Кьюзом)
- «Другие 48 дней» (2x07 с Карлтоном Кьюзом)
- «23-й псалом» (2x10 с Карлтоном Кьюзом)
- «Один из них» (2x14 с Карлтоном Кьюзом)
- «Блокировка» (2x17 с Карлтоном Кьюзом)
- «?» (2x21 с Карлтоном Кьюзом)
- «Живём вместе, умираем поодиночке» (2x23 и 2x24 с Карлтоном Кьюзом)
- «Повесть о двух городах» (3x01 с Дж. Дж. Абрамсом)
- «Я согласна» (3x06 с Карлтоном Кьюзом)
- «Вспышки перед глазами» (3x08 с Дрю Годдардом)
- «Введите 77» (3x11 с Карлтоном Кьюзом)
- «Брошенные» (3x15 с Элизабет Сарнофф)
- «Гауптвахта» (3x19 с Карлтоном Кьюзом)
- «Через зеркало» (3x22 и 3x23 с Карлтоном Кьюзом)
- «Начало конца» (4x01 с Карлтоном Кьюзом)
- «Постоянная» (4x05 с Карлтоном Кьюзом)
- «Долгожданное возвращение» (4x12, 4x13 и 4x14 с Карлтоном Кьюзом)
- «Потому что вас нет» (5x01 с Карлтоном Кьюзом)
- «316» (5x06 с Карлтоном Кьюзом)
- «Жизнь и смерть Джереми Бентама» (5x07 с Карлтоном Кьюзом)
- «Что случилось, то случилось» (5x11 с Карлтоном Кьюзом)
- «Инцидент» (5x16 и 5x17 с Карлтоном Кьюзом)
- «Аэропорт Лос-Анджелеса» (6x01 и 6x02 с Карлтоном Кьюзом)
- «Маяк» (6x05 с Карлтоном Кьюзом)
- «Долгая и счастливая жизнь» (6x11 с Карлтоном Кьюзом)
- «Через море» (6x15 с Карлтоном Кьюзом)
- «Конец» (6x17 и 6x18 с Карлтоном Кьюзом)

## Фильмография

### Фильмы
- 2009 — Звёздный путь / Star Trek (продюсер)
- 2011 — Ковбои против пришельцев / Cowboys & Aliens (сценарист, продюсер)
- 2012 — Прометей / Prometheus (сценарист, исполнительный продюсер)
- 2013 — Стартрек: Возмездие / Star Trek Into Darkness (сценарист, продюсер)
- 2013 — Война миров Z / World War Z (сценарист)
- 2015 — Земля будущего / Tomorrowland (сценарист, продюсер)
- 2020 — Охота / The Hunt (сценарист, продюсер)

### Телесериалы
- 1999 — ФАКультет / Undressed (сценарист)
- 2000—2001 — Детектив Нэш Бриджес / Nash Bridges (сценарист)
- 2001—2004 — Расследование Джордан / Crossing Jordan (сценарист, сопродюсер)
- 2004—2010 — Остаться в живых / Lost (сосоздатель, шоураннер, сценарист, исполнительный продюсер)
- 2014—2017 — Оставленные / The Leftovers (сосоздатель, сценарист, исполнительный продюсер)
- 2019 — Хранители / Watchmen (создатель, исполнительный продюсер)